# Morienne
Morienne és un municipi francès situat al departament del Sena Marítim i a la regió de Normandia. L'any 2007 tenia 173 habitants.

## Demografia

### Població
El 2007 la població de fet de Morienne era de 173 persones. Hi havia 70 famílies de les quals 16 eren unipersonals (4 homes vivint sols i 12 dones vivint soles), 25 parelles sense fills, 21 parelles amb fills i 8 famílies monoparentals amb fills.
La població ha evolucionat segons el següent gràfic:
Habitants censats

### Habitatges
El 2007 hi havia 79 habitatges, 71 eren l'habitatge principal de la família, 3 eren segones residències i 5 estaven desocupats. 77 eren cases i 1 era un apartament. Dels 71 habitatges principals, 59 estaven ocupats pels seus propietaris, 10 estaven llogats i ocupats pels llogaters i 1 estava cedit a títol gratuït; 1 tenia una cambra, 4 en tenien dues, 4 en tenien tres, 29 en tenien quatre i 32 en tenien cinc o més. 51 habitatges disposaven pel capbaix d'una plaça de pàrquing. A 25 habitatges hi havia un automòbil i a 40 n'hi havia dos o més.

### Piràmide de població
La piràmide de població per edats i sexe el 2009 era:
| Homes | Edats   | Dones |
| ----- | ------- | ----- |
| 0     | 95 o +  | 0     |
| 0     | 90 a 94 | 0     |
| 4     | 85 a 89 | 4     |
| 0     | 80 a 84 | 0     |
| 4     | 75 a 79 | 0     |
| 4     | 70 a 74 | 4     |
| 4     | 65 a 69 | 0     |
| 0     | 60 a 64 | 8     |
| 0     | 55 a 59 | 4     |
| 12    | 50 a 54 | 4     |
| 0     | 45 a 49 | 4     |
| 12    | 40 a 44 | 8     |
| 12    | 35 a 39 | 4     |
| 8     | 30 a 34 | 4     |
| 8     | 25 a 29 | 8     |
| 4     | 20 a 24 | 4     |
| 0     | 15 a 19 | 0     |
| 8     | 10 a 14 | 4     |
| 8     | 5 a 9   | 4     |
| 0     | 0 a 4   | 4     |

## Economia
El 2007 la població en edat de treballar era de 117 persones, 83 eren actives i 34 eren inactives. De les 83 persones actives 76 estaven ocupades (42 homes i 34 dones) i 7 estaven aturades (3 homes i 4 dones). De les 34 persones inactives 15 estaven jubilades, 5 estaven estudiant i 14 estaven classificades com a «altres inactius».

### Ingressos
El 2009 a Morienne hi havia 70 unitats fiscals que integraven 169 persones, la mediana anual d'ingressos fiscals per persona era de 18.097 €.

### Activitats econòmiques
L'únic establiment que hi havia el 2007 era d'una empresa de construcció.
L'únic servei als particulars que hi havia el 2009 era un guixaire pintor.
L'any 2000 a Morienne hi havia 12 explotacions agrícoles.

## Poblacions més properes
El següent diagrama mostra les poblacions més properes.